# Mausoleo d'Oultremont

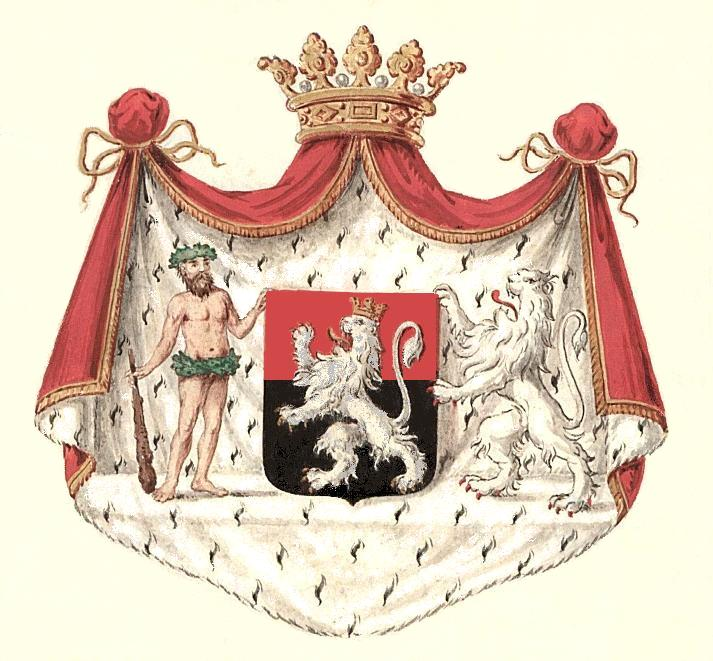
Stemma dei conti d'Oultremont

Il mausoleo d'Oultremont (mausolée d'Oultremont), conosciuto anche come mausoleo di Clémentine d'Oultremont (mausolée de Clémentine d'Oultremont), dal nome della nobile belga durante il quale mandato è stato costruito, cappella di Nostra Signora della Buona Speranza (chapelle Notre-Dame-de-la-Bonne-Espérance) o cappella  di Nostra Signora del Rifugio (chapelle Notre-Dame-du-Refuge), è un mausoleo sepolcrale situato nel cuore della frazione vallese di Houtaing, comune di Ath, dedicato al casato d’Oultremont.
Il monumento è stato classificato come importante sito per il patrimonio culturale della Vallonia prima nel 1993 poi nel 2013.

## Storia
Il mausoleo, in stile neo-gotico, è stato costruito nel 1894 sotto la direzione dell'architetto Victor Évrard.

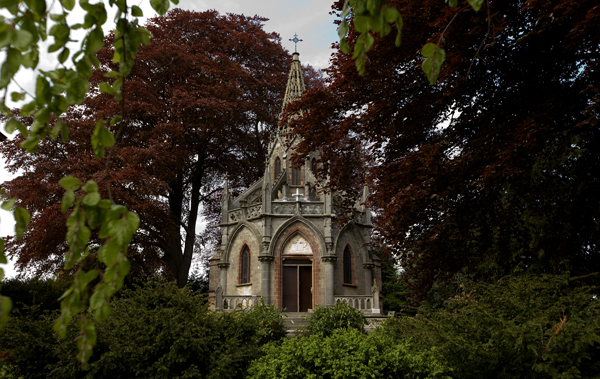
Il mausoleo immerso nel verde.